# Stephan Schaede
Stephan Schaede (* 30. Dezember 1963 in Neuwied) ist ein deutscher evangelisch-lutherischer Theologe und seit 2023 Leiter des Amtsbereichs der VELKD und Vizepräsident im Kirchenamt der EKD. Von 2021 bis 2023 amtierte er als Regionalbischof für den Sprengel Lüneburg der Evangelisch-lutherischen Landeskirche Hannovers. Seit Juni 2025 ist Schaede Abt des Kloster Amelungsborn.

## Leben und Wirken
Stephan Schaede wuchs ab 1968 in Mainz und ab 1978 in Hannover auf und bestand 1982 dort das Abitur. Von 1983 bis 1984 absolvierte er den Wehrdienst (Sanitätsausbildung und Heeresmusikkorps) und nahm 1984 in Tübingen das Studium der Evangelischen Theologie und der Philosophie auf. Es folgte von 1988 bis 1989 ein Auslandsstudium in Rom und von 1989 bis 1991 das Studium in Göttingen. Im Februar 1991 bestand er das Erste Theologische Examen.
Schaede war danach bis 1998 am Lehrstuhl von Eberhard Jüngel tätig und wurde zum Doktor der Theologie promoviert.
In den Jahren 1998 bis 2000 absolvierte er in der Kirchengemeinde Drebber im Kirchenkreis Diepholz das Vikariat und nahm 2000 in den Solling-Ortschaften Neuhaus, Silberborn und Fohlenplacken den Pfarrdienst auf, der ab 2001 zusätzlich die Michaelis-Kirchengemeinde in Holzminden umfasste.
Im Jahre 2004 nahm Schaede die Tätigkeit an einem Forschungsprojekt der Thyssenstiftung zum Lebensbegriff an der Forschungsstätte der Evangelischen Studiengemeinschaft (FEST) in Heidelberg auf und wurde 2006 theologischer Referent und Leiter des Fachbereichs Religion, Kultur und Recht an der FEST. Von 2010 bis 2021 leitete er als Direktor die Evangelische Akademie Loccum.
2021 erfolgte die Berufung zum Regionalbischof für den Sprengel Lüneburg der Evangelisch-lutherischen Landeskirche Hannovers. Am 18. Juli 2021 wurde er in einem Gottesdienst in der Johanniskirche Lüneburg durch Landesbischof Ralf Meister in das Amt eingeführt. Mit dem 1. August 2023 wurde Stephan Schaede Leiter des Amtsbereiches der VELKD und Vizepräsident des Kirchenamtes der EKD in Nachfolge von Horst Gorski.
Im Juni 2025 wurde er Abt des Klosters Amelungsborn.
Er ist Gründungsmitglied der Experteninitiative Religionspolitik.
Schaede ist in zweiter Ehe mit der promovierten Theologin Ina Schaede verheiratet. Er ist Vater von vier Töchtern.

## Andere Tätigkeiten
- Mitglied des Missionsausschusses des Evangelisch-lutherischen Missionswerkes (ELM) in Hermannsburg
- Vorsitzender des Arbeitskreises Heide der Kirche im Tourismus
- Vorsitzender des Aufsichtsrates des Evangelischen Bildungszentrums Hermannsburg
- Vorsitzender des Beirates der Evangelischen Hochschulgemeinde Lüneburg
- Mitglied des Kuratoriums der Evangelischen Medienarbeit (EMA)
- Mitglied des Kuratoriums des Pastoralkollegs Niedersachsen
- Mitglied des Kuratoriums der Konrad-Adenauer-Stiftung
- Konventual des Klosters Amelungsborn, seit 2025 Abt des Klosters
- Sprecher der Initiative Niedersächsischer Ethikrat

## Publikationen (Auswahl)
- Stellvertretung. Begriffsgeschichtliche Studien zur Soteriologie. Mohr Siebeck, Tübingen 2004, ISBN 978-3-16-148192-5 (zugleich Diss. Tübingen 2002).
- mit Klaas Huizing (Hrsg.), Was ist eigentlich normal? Zur Produktion von Normalität in unserer Gesellschaft, München, 2020, ISBN 978-3-532-62856-0
- Forschungsexzellenz im Norddeutschen Raum. Perspektiven für die kommenden zehn Jahre (= Loccumer Protokolle, Bd. 09/2020). Rehburg-Loccum 2021, ISBN 978-3-8172-0920-0